# Вырка (пруд)
Вырка — пруд в низовье одноимённого правого притока Оки около деревни Верхняя Вырка на южной окраине городского округа Калуга Калужской области России. Имеет статус гидрологического памятника природы регионального значения.
Пруд был построен в 1740 году для водоснабжения Выровского молотового завода — одного из демидовских железоделательных заводов.
В межень имеет следующие морфометрические характеристики: площадь — 13,5 га, длина — 1,35 км, максимальная ширина — 250 м, наибольшая глубина — 8 м. Преобладающая глубина — 2 м.
Помимо Вырки и ручья, пруд подпитывают многочисленные донные и прибрежные источники, в целом за год происходит более 10 циклов водообмена.

## Охрана
Гидрологический памятник «Пруд на Вырке» создан в 1991 году, занимает площадь в 32,3 га и простирается от деревни Верхняя Вырка более чем на 1,5 км вверх по течению Вырки, включая в себя: собственно водоем, заросшую камышом и ивой прибрежную полосу, болото в хвостовой части пруда и окружающие высокобонитетные хвойные леса. Площадь охранной зоны — 121,8 га.